# Ataque a la Flotilla de la Libertad de Gaza de 2025
En la madrugada del 2 de mayo de 2025, el Conscience, un barco de la Flotilla de la Libertad de Gaza que transportaba entre dieciséis y treinta activistas internacionales de derechos humanos y ayuda humanitaria a la Franja de Gaza, fue atacado por drones en aguas internacionales frente a Malta El ataque ocurrió aproximadamente a 14-17 millas náuticas (26-31 km) de Malta, fuera de sus aguas territoriales. Varias fuentes consideran que Israel está detrás del ataque.

## Antecedentes

### Bloqueo israelí de la Franja de Gaza
Desde el 9 de octubre de 2023, Israel impuso un «bloqueo total» sobre Gaza tras el ataque de Hamás, cortando el suministro de alimentos, agua, medicinas, combustible y electricidad antes de aliviar parcialmente las restricciones con una ayuda muy limitada que entró a partir del 21 de octubre de 2023. A pesar de cierto acceso humanitario, Israel mantuvo severas restricciones, bloqueando el 56% de la ayuda al norte de Gaza en enero de 2024 e impidiendo el envío de alimentos a 1,1 millones de palestinos en febrero de 2024. A partir del 2 de marzo de 2025, Israel bloqueó completamente el ingreso de suministros a Gaza, lo que marca el cierre completo más largo en la historia del bloqueo.

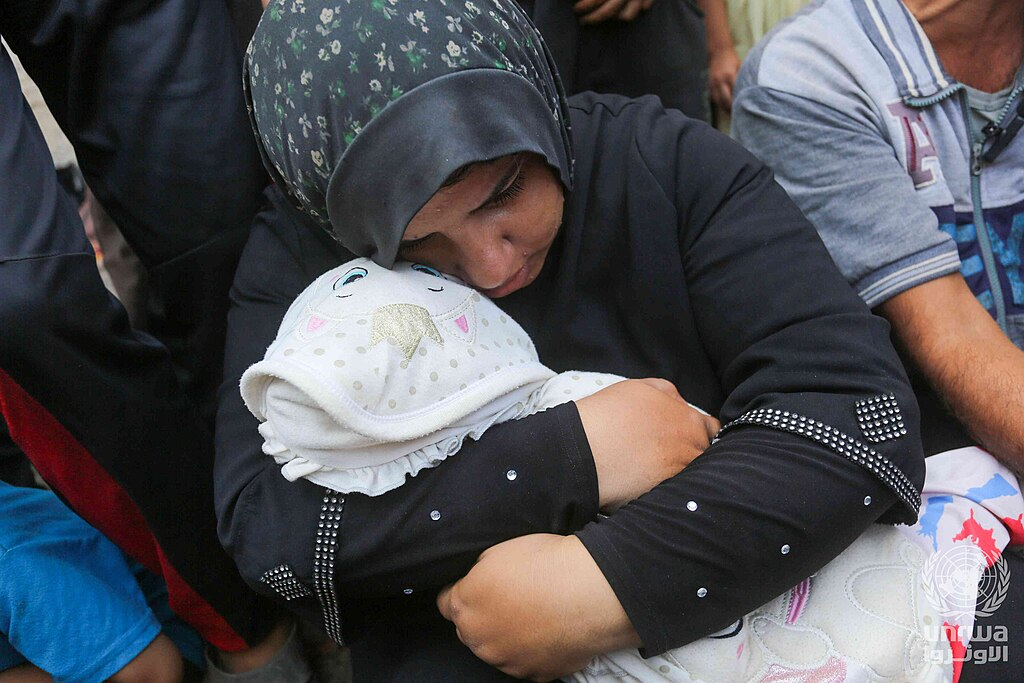
Una madre palestina llora sobre el cadáver de su hija de 4 años, fallecida por desnutrición y falta de tratamiento

El bloqueo ha creado una situación de grave hambruna, agravada por los ataques aéreos contra la infraestructura alimentaria. Las organizaciones de ayuda humanitaria informan de mercados vacíos y niños desnutridos. Israel ha condicionado el levantamiento del bloqueo al regreso de los rehenes tomados por Hamás, una postura criticada como castigo colectivo y un posible crimen de guerra que ha agravado significativamente la crisis humanitaria de Gaza.

### Coalición de la Flotilla de la Libertad
El barco, identificado como Conscience y registrado bajo bandera de Palaos, transportaba ayuda humanitaria y activistas como parte de una misión para protestar contra el bloqueo israelí de la Franja de Gaza a través de acciones directas no violentas.
El bloqueo ha sido ampliamente criticado a nivel internacional y ha visto misiones de flotilla similares interceptadas en el pasado, incluyendo el mortal ataque a la flotilla de Gaza en 2010 al MV Mavi Marmara. La activista climática Greta Thunberg, la excoronel del ejército estadounidense Ann Wright y otros cuarenta activistas habían planeado abordar el barco en Malta.  Palaos retiró la autorización para usar su bandera en el Conscience antes del ataque, y las autoridades de Malta, Grecia y Turquía amenazaron con confiscar el barco si atracaba en algunos de sus puertos.

#### ElConscience
El barco utilizado por la flotilla fue el Conscience (IMO: 7211440), anteriormente conocido como The Majestic. Según Nordic Monitor, el barco es propiedad de la organización no gubernamental turca Fundación para los Derechos Humanos y las Libertades y la Ayuda Humanitaria (IHH). Fuentes israelíes describieron al IHH como una organización que tiene vínculos estrechos con instituciones estatales turcas y está catalogada como organización terrorista por Israel.

## Ataque
El barco, identificado como Conscience y registrado bajo bandera de Palaos, transportaba suministros humanitarios y activistas como parte de una misión para desafiar el bloqueo israelí de la Franja de Gaza mediante una acción directa no violenta había zarpado de Bizerta, Túnez, el 29 de abril y había anclado al este de Malta al mediodía del 1 de mayo. El barco se dirigía a Malta para embarcar más ayuda y recoger a 44 pasajeros. Según informes, mientras todavía estaba anclado, el buque fue alcanzado poco después de la medianoche, hora local, del 2 de mayo por lo que se describió como misiles lanzados desde dos drones. Aparentemente los proyectiles apuntaron a los generadores del buque. En el momento en que se perdió la comunicación, se informó que los drones aún sobrevolaban el buque. Se cree que el ataque ocurrió 17 millas náuticas (31,5 km; 19,6 mi) frente a las costas de Malta, pero fuera de sus aguas territoriales. El ataque provocó un incendio, una brecha en el casco y la destrucción del generador del barco.
La Coalición de la Flotilla de la Libertad informó que el barco fue atacado dos veces por drones alrededor de las 00:23 (CEST), y ambos ataques tuvieron como objetivo los generadores del buque en la parte delantera del mismo. Los impactos provocaron un incendio y una brecha en el casco, poniendo al buque en riesgo inminente de hundirse. Los videos publicados por la coalición en las redes sociales muestran llamas y humo a bordo del barco, y otras imágenes capturaron el sonido de dos explosiones.  Según dijeron la Coalición de la Flotilla de la Libertad, tras apagar los fuegos a bordo y atender a los heridos, el capitán comenzó a virar hacia aguas territoriales maltesas en la madrugada del 2 de mayo, informando a las autoridades maltesas del temor de la tripulación a un nuevo ataque. Pero las autoridades maltesas bloquearon el paso del barco.
El ejército israelí dijo que estaba investigando los informes del ataque que tuvo lugar a 1200 millas (1931,2 km) de Israel.

### Cronología

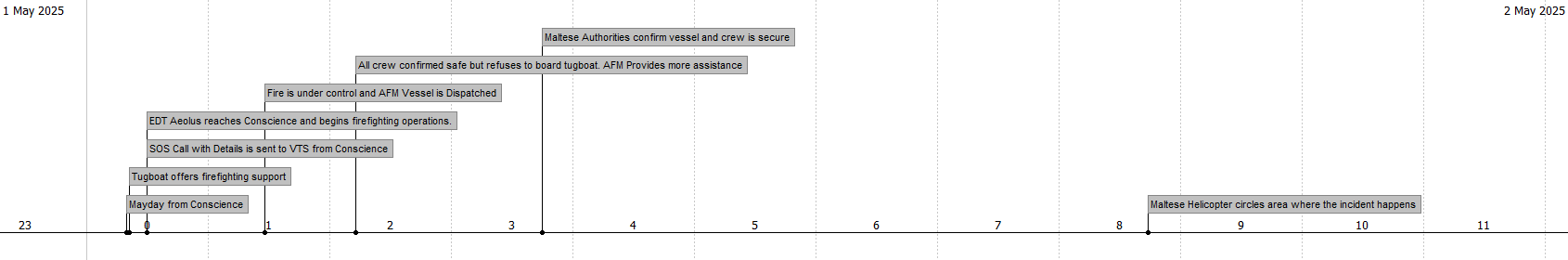
Esta línea de tiempo visualiza los eventos clave y las respuestas de emergencia tras el ataque con drones al barco Conscience de la Flotilla de la Libertad de Gaza en aguas internacionales frente a Malta (en inglés).

## Autoría

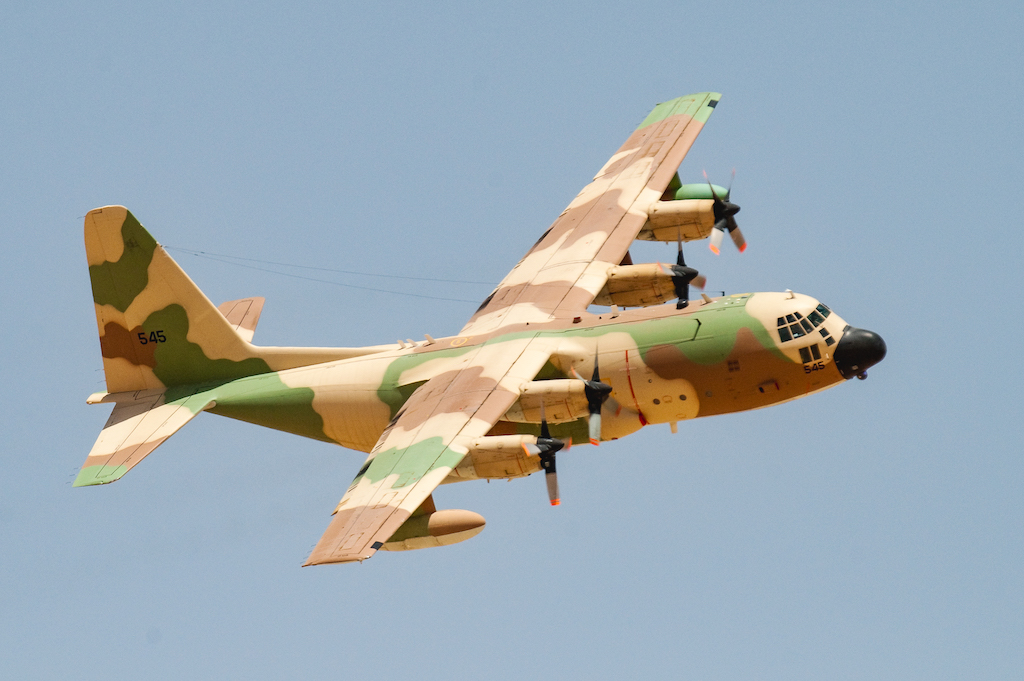
Un C-130 de las FDI, similar al que sobrevoló Malta el 1 de mayo

La Coalición de la Flotilla de la Libertad atribuyó la responsabilidad del ataque con drones a Israel.
Mientras se producían los ataques, un avión C-130 Hércules de las Fuerza Aérea de Israel, entró en el espacio aéreo maltés y sobrevoló la costa este de la isla. De acuerdo al registro del vuelo disponible en el portal de datos abiertos ADS-B Exchange, el avión militar dio varias vueltas a baja altura al noreste de la isla, cerca de donde se encontraba el Conscience. Barco y avión llegaron a estar a menos de 9 kilómetros de distancia. El C-130 regresó a Israel aproximadamente siete horas después de su partida.

## Consecuencias
Tras el ataque, el buque emitió una señal de socorro. Sin embargo, al hacerlo, se informó que alguien se hizo pasar por la tripulación en el mismo canal, diciendo que ya no se necesitaba ayuda. Sin embargo, Chipre respondió enviando un barco de rescate, y las Fuerzas Armadas de Malta (FAM) enviaron un barco patrulla para ayudar en las labores de extinción del incendio y potencialmente rescatar a las personas que estaban a bordo. El barco chipriota no proporcionó el soporte eléctrico necesario (el ataque desactivó la capacidad generadora del barco).
Tras iniciarse las operaciones de extinción de incendios a la 01:28 (CEST) del 2 de mayo, se envió un buque de las FAM. A las 02:13, se confirmó que toda la tripulación estaba a salvo, pero se negaran a subir al remolcador para ser evacuados.

Un remolcador rocía agua para extinguir el incendio a bordo del Conscience.

El buque sufrió una brecha en el casco y estuvo en peligro de hundirse. A las 03:45, el Gobierno de Malta informó que la situación del buque era segura. Hubo informes contradictorios sobre la cantidad de personas a bordo; mientras que el gobierno maltés informó que había dieciséis personas a bordo (doce tripulantes y cuatro civiles), la Flotilla de la Libertad de Gaza dijo que había quince tripulantes y quince civiles.

## Reacciones
- La eurodiputada española Ana Miranda Paz, entre muchos otros, condenó el reciente ataque[42] y acusó a Israel.[43] En un comunicado, el partido político maltés AD+PD expresó su solidaridad y enojo por «un ataque terrorista por parte de Israel».[44]

- La activista medioambiental Greta Thunberg calificó el incidente como un ejemplo de desprecio por el derecho internacional y los derechos humanos. Expresó su preocupación por la seguridad de las personas a bordo del buque y señaló la proximidad del presunto ataque a un Estado miembro de la Unión Europea. Activistas con sede en Malta informaron que llevaban varios días intentando abordar el barco, pero no habían recibido autorización de las autoridades locales.[13]

- En respuesta al vuelo israelí del C-130, una fuente militar maltesa anónima, citada por el Times of Malta, declaró: «Lo ocurrido es muy grave. Israel parece haber volado un avión militar no autorizado sobre Malta, un Estado miembro de la Unión Europea, violando nuestra neutralidad. Esto es muy grave».[36]

- Las autoridades maltesas negaron públicamente cualquier violación de su espacio aéreo.[45] Después de que la tripulación pidiera al Gobierno maltés que les permitiera entrar en aguas territoriales maltesas en la tarde del 3 de mayo, a 3-4 millas (4,8-6,4 km) aguas adentro, su solicitud fue rechazada.[46][47][48] ONG maltesas convocaron una manifestación pública para exigir que el gobierno conceda la entrada de emergencia,[47] que fue cancelada después de observar desarrollos positivos con respecto al barco Conscience.[49]

- El primer ministro de Malta, Robert Abela, ofreció ayuda con la condición de que se permitiera a las autoridades inspeccionar el barco y la carga, pero el capitán rechazó la oferta.[50][51]

- La Coalición de la Flotilla de la Libertad afirmó: «El bombardeo de un buque civil en territorio europeo, sin condena internacional ni investigación seria, subraya un patrón más amplio: la creciente violencia de Israel contra los civiles se enfrenta al silencio y la complicidad de la comunidad internacional».[20]

- El presidente de Colombia, Gustavo Petro, condenó el «atentado», apuntó que «al parecer» fue obra de las fuerzas israelíes y confirmó que a bordo viajaban dos periodistas colombianas.[52] Hamás también condenó el ataque que achacó al «Ejército de ocupación israelí» y lo definió como un «crimen de piratería y terrorismo de Estado».[53]
- El Ministerio de Exteriores turco condenó «de forma enérgica» el ataque al barco que «amenaza la libertad de navegación en aguas internacionales y la seguridad marítima». Además dijo que «se hará todo lo necesario para aclarar cuanto antes los detalles del ataque y llevar a los autores a la justicia».[54]

## Nuevas misiones
La Coalición de la Flotilla de la Libertad anunció que utilizaría otro barco, llamado Madleen —con bandera británica—, para continuar su misión de entrega de ayuda humanitaria a Gaza. Esperaba «desafiar el bloqueo criminal de Israel y ayudar a establecer un corredor marítimo hacia Gaza que no esté controlado por el ocupante israelí».
El 13 de julio, el antiguo pesquero Handala zarpó desde el puerto italiano de Siracusa en un nuevo intento por romper el bloqueo israelí y entregar ayuda humanitaria en la Franja de Gaza, dedicando su misión a los niños de Gaza. Con 15 activistas a bordo, entre ellos dos diputadas francesas del partido Francia Insumisa, y cargado con suministros médicos y alimentarios, hizo escala en Galípoli antes de iniciar el último tramo de su travesía.

## Biografía
- Carabott, Sarah (2 de mayo de 2025). «Gaza aid vessel 'attacked by drones' just outside Malta waters». Times of Malta (en inglés británico). Consultado el 2 de mayo de 2025.
- Goillandeau, Martin; Symons, Todd; Salman, Abeer; Magramo, Kathleen (2 de mayo de 2025). «Gaza Freedom Flotilla says ship has issued SOS, after alleged drone attack off the coast of Malta». CNN (en inglés). Consultado el 2 de mayo de 2025.
- Uras, Umut; Jamal, Urooba (2 de mayo de 2025). «'Strangulation': Israel kills 31 in Gaza as aid blockade starves children». Al Jazeera (en inglés). Consultado el 2 de mayo de 2025.